# Pałac Prezydencki w Bratysławie
Pałac Prezydencki w Bratysławie (słow. Prezidentský palác lub Grasalkovičov palác) – pałac wzniesiony w 1760 roku staraniem chorwackiego hrabiego Antona Grasalkovicia, obecnie siedziba prezydenta Republiki Słowackiej w Bratysławie. Znajduje się na placu Hodžovo námestie 2978/1.
Pałac stał pierwotnie na wolnej przestrzeni poza murami okalającymi wówczas miasto. Częścią terenu pałacowego jest rozległy ogród w stylu francuskim. Znajduje się tu pomnik Johanna Nepomuka Hummla, znanego kompozytora urodzonego w Bratysławie. W ogrodzie rosną drzewa zasadzone przez różnych polityków z Europy i świata; jedno z nich posadził prezydent Aleksander Kwaśniewski w 2002 roku. W pałacu koncertował też Joseph Haydn.
W latach 1939–1945 pałac był siedzibą prezydenta I Republiki Słowackiej, później mieścił się tu Dom pionierów i młodzieży im. Klementa Gottwalda (słow. Dom pionierov a mládeže Klementa Gottwalda). Od czasu rozpadu Czechosłowacji ponownie mieści się tu siedziba prezydenta Słowacji.